# 아루샤주

아루샤 주의 위치

아루샤주(Arusha)는 탄자니아 북동부에 위치한 주로, 주도는 아루샤이며 인구는 1,292,973명(2002년 기준)이다. 북쪽으로는 케냐와 국경을 맞대고 있고 동쪽으로는 킬리만자로 주, 남쪽으로는 마냐라 주와 인접해 있으며 서쪽으로는 시니앙가 주, 북서쪽으로는 마라 주와 인접해 있다. 5개 구(아루샤 구, 아루메루 구, 카라투 구, 몬둘리 구, 은고롱고로 구)를 관할한다.